# Zosterops mbuluensis
El anteojitos serrano de Mbulu (Zosterops mbuluensis) es una especie de ave paseriforme de la familia Zosteropidae encontrada en el sureste de Kenia y el norte de Tanzania.

## Taxonomía
La especie fue descrita científicamente por los zoólogos ingleses William Lutley Sclater y Reginald Ernest Moreau en 1935 como Zosterops virens mbuluensis. Anteriormente era tratada como subespecie del anteojitos serrano (Z. poliogastrus), pero el resultado de un estudio de filogenética molecular publicado en 2014 descubrió que estaba más estrechamente relacionado con el anteojitos abisinio (Z. abyssinicus), y en la actualidad es considerada como especie separada.